# ベルビュー宮殿
ベルビュー宮殿（ドイツ語: Schloss Bellevue）は、ドイツ連邦の首都ベルリンミッテ区にある宮殿である。1994年以降、ドイツ連邦大統領官邸である。ティーアガルテンの北端、戦勝記念塔近くのシュプレー川の岸に位置している。

## 歴史
1786年、フェルディナント・フォン・プロイセンの夏の離宮として、建築家 Michael Philipp Boumannがデザインした。この場所は王室主席建築家ゲオルク・ヴェンツェスラウス・フォン・クノーベルスドルフが1743年に建てたマナーハウスの敷地内にある。ドイツ初の新古典主義建築である。
1843年、プロイセン王フリードリヒ・ヴィルヘルム4世がベルビューを購入し、1865年に姪のアレクサンドリーネの邸宅とした。1918-19年のドイツ革命まで王族の所有物であった。
1928年からプロイセン州の物であったこの宮殿は、1930年代に民族学博物館として使われ、1938年にナチス政府のゲストハウスとして改装された。1940年11月にソビエト連邦の外相ヴャチェスラフ・モロトフがベルリンを訪問した際に宿泊した。第二次世界大戦中に深刻な被害を受け、1950年代に実質ほぼ新築した。
1959年にテオドール・ホイス大統領によって、落成式が行われた。ボンにある第一大統領官邸ヴィラ・ハンマーシュミットを補完する第二大統領官邸として、西ドイツ大統領の邸宅となった。1986-87年に再び大改築され、1994年のドイツ再統一後、リヒャルト・フォン・ヴァイツゼッカー大統領が第一大統領官邸とした。1998年、ドイツの連邦行政機関である連邦大統領府（Bundespräsidialamt）が、南側ウィングの別宅として新築された。
1994年から1999年まで大統領を務めたローマン・ヘルツォークは、現職の間ベルビューに住んでいた唯一の役人である。2004年と2005年に改装され、改装工事の初期段階で不具合を修正した。この期間、ホルスト・ケーラー大統領は、近くのシャルロッテンブルク宮殿を代わりに使用した。2006年1月に再び第一大統領官邸となった。

## ギャラリー

ベルビュー宮殿
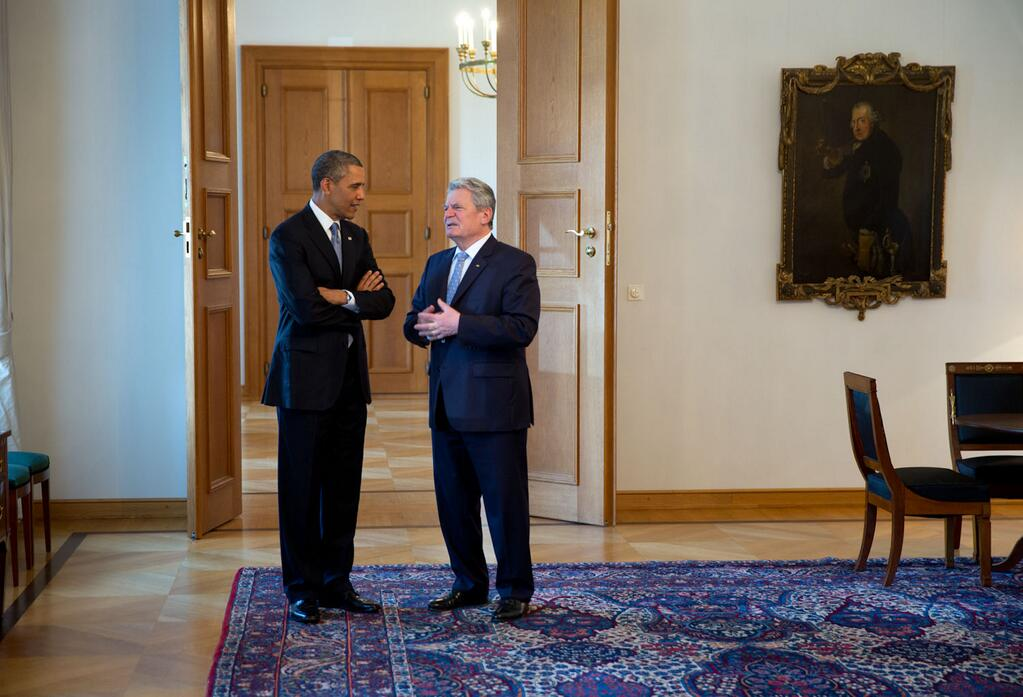
ベルビューでのバラク・オバマとヨアヒム・ガウク大統領
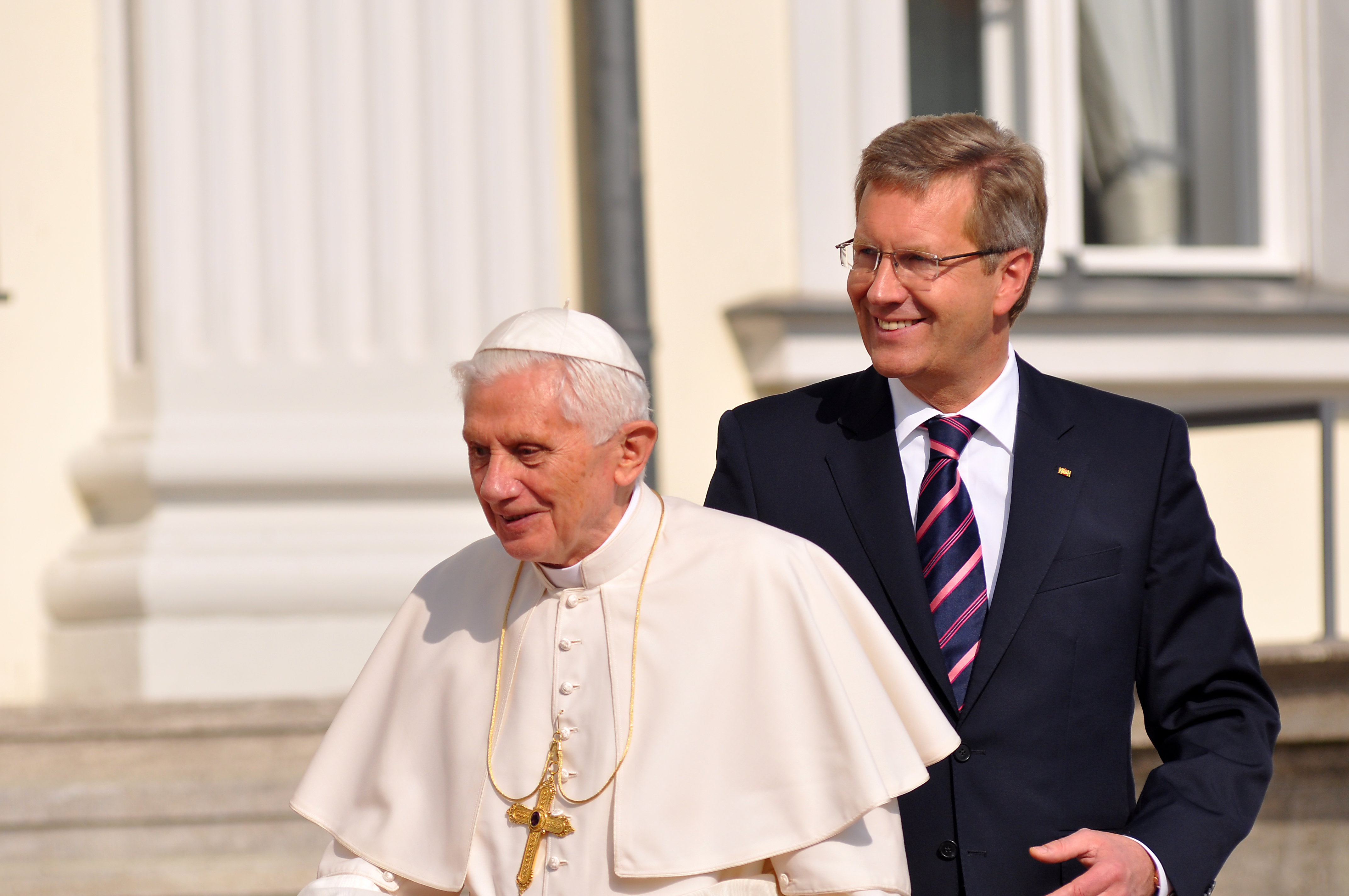
クリスティアン・ヴルフ大統領とローマ教皇ベネディクト16世

## 大統領旗

大統領旗

大抵の場合、大統領旗が掲げられている。次の3つの場合は、下げられる。
1. 連邦大統領が他の国で公的な官邸を設立した場合（国外訪問中）
2. 連邦大統領がボンのヴィラ・ハンマーシュミットに居る時[1]
3. 連邦大統領がドイツ国内に別の官邸を建てた時[2]